# Microichthyurus pennatus
Microichthyurus pennatus is een keversoort uit de familie soldaatjes (Cantharidae). De wetenschappelijke naam van de soort werd in 1895 gepubliceerd door George Lewis.